# Tabar (Insel)
Tabar ist eine Insel, die zu den Tabar-Inseln in der Provinz New Ireland von Papua-Neuguinea gehört. Sie ist die Hauptinsel der Gruppe und wird von dem Volksstamm der Tabar bewohnt. Administrativ ist die Insel Teil des Distrikts Namatanai. Die etwa 100 Quadratkilometer große Insel liegt 25 km nordöstlich von Neuirland, der Hauptinsel der Provinz. Die Insel ist vulkanischen Ursprung, etwa 9 km breit, 20 km lang und überwiegend von Flachland mit andesitischen Erhebungen von über 400 m und gehobenen Korallenkalken geprägt.
Von der Nachbarinsel Tatau liegt Tabar durch einen schmalen Kanal getrennt.
Die Bevölkerung ist hauptsächlich in einige Dörfer entlang der Küste aufgeteilt und das Innere der Insel ist größtenteils vom Regenwald bedeckt. Der Hauptort Datava befindet sich im nördlichen Teil der Insel in der Koko Bay. Die Inseln können nur mit dem Schiff erreicht werden, da sie keinen Flughafen haben.

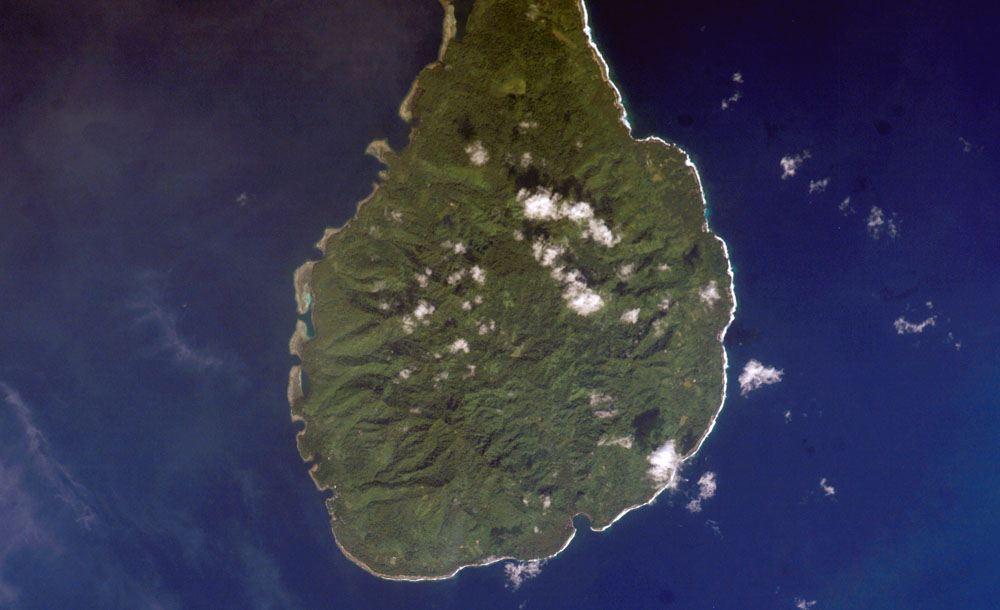
Südlicher Teil der Insel Tabar.

## Geschichte
Die Insel wird wahrscheinlich seit etwa 1500 v. Chr. von Melanesiern bewohnt. 
Die niederländischen Seefahrer Jacob Le Maire und Willem Cornelisz Schouten passierten die Tabar-Inseln 1616 ohne zu erkennen, dass Tatau von Tabar getrennt war. Sie nannten die Insel zunächst Mossiinsel, 1642 wurde die Insel von Abel Tasman besucht und als Visscherinsel bezeichnet. 
1885 wurde das Gebiet Teil von Deutsch-Neuguinea, zuvor wurde es von der deutschen Neuguinea-Kompagnie verwaltet und erhielt die Insel den Namen Südliche Gardnerinsel. Zu dieser Zeit existierte eine Händlerstation im Nordwesten.
Nach dem Ersten Weltkrieg geriet das Gebiet unter australische Mandatshoheit, die sich im Namen der Vereinten Nationen offiziell über den gesamten Bismarck-Archipel erstreckte.
Von 1942 bis 1945 wurde das Gebiet von Japan besetzt, kehrte jedoch zum Mandat der australischen Regierung zurück, bis Papua-Neuguinea 1975 unabhängig wurde.
Carl Emil Pettersson, ein schwedischer Seemann, der 1904 Schiffbruch erlitt und auf der Insel landete, wurde nach seiner Heirat mit der Tochter eines örtlichen Häuptlings nach seinem Tod König der Insel (Spitzname "Strong Charly"). Pettersson soll die historische Vorlage von Efraim Langstrumpf (Vater von Pippi Langstrumpf) in den Kinderbüchern der schwedischen Schriftstellerin Astrid Lindgren sein.